# Mambí
El terme mambí (en plural mambisos) és un mot en llengua castellana que s'utilitza per referir-se als guerrillers antiespanyols de Cuba, soldats que el segle xix van participar en les guerres per la independència.
La paraula mambí ve associada a Juan Ethnnius Mamby " Eutimio Mambí " oficial negre que va desertar del bàndol espanyol, un líder que després va lluitar contra els espanyols a Santo Domingo, cinquanta anys abans de l'inici de la Guerra dels Deu Anys en Cuba.
També pot referir-se a una paraula índia que designava la rebel·lió contra els cacics que vivien amagats als boscos. Els soldats espanyols, en notar les tàctiques similars en l'ús del matxet dels revolucionaris cubans, van començar referir-se a ells com els «homes de Mambí», la qual cosa després es va escurçar dient «mambís» o «mambises».
Les tropes mambises estaven compostes per cubans de totes les classes socials, des d'esclaus, negres i mulats lliures, fins a terratinents com Carlos Manuel de Céspedes, que van lluitar per la llibertat i independència de Cuba.
Es pot destacar la participació en la guerra d'independència de Cuba d'oficials i soldats d'altres països, com a Henry Reeve, conegut com El Inglesito, el polonès Carlos Roloff i el dominicà Máximo Gómez Báez. A aquest últim, conegut com el Generalísimo, se'l considera autor de la primera càrrega al matxet de l'Exèrcit Llibertador cubà, que es convertiria en una de les tàctiques principals dels mambises. També va arribar a ser proposat per a candidat a President de la República, la qual cosa no va acceptar.
Un dels mambises més coneguts va ser el general Antonio Maceo, que es va destacar per la seva valentia i talent militar, així com pel seu protagonisme en la Protesta de Baraguá. El molinenc Josep Oller Aragay (1878-1951) va ser un combatent mambí, conegut pel diari que va escriure i que va ser redescobert i publicat el 1999 pel periodista Ernesto Chàvez Álvarez.